# Йойк
Йойк (северносаам. juoigan, luohti, норв. joik) — традиционное песнопение саамов, уникальный саамский творческий жанр. Йойк отличается особым ритмом; при его исполнении на протяжении всей песни повторяются красиво звучащие, но часто лишённые прямого значения слова.

## Исторические сведения
Изначально йойк не был отдельным жанром — эти распевы были частью религиозных обрядов. Более того, первоначально он упоминался лишь как один из нескольких стилей пения саамов. Сейчас, однако, это слово обычно используют для обозначения всех видов традиционного пения саамов.
Согласно исследованиям музыковедов, йойк является одной из наиболее древних музыкальных традиций в Европе.
Большинство таких песен — очень личные и придумываются ещё при рождении человека. В культуре саамов наличие у человека собственного йойка столь же многозначительно, как и наличие имени.

## Особенности
Йойк часто не является песней о ком-либо или чём-либо. Он передаёт «сущность» того человека, который поёт, или предмета, о котором поётся.
Обычно йойк поётся а капелла, иногда под аккомпанемент бубна, барабана или других инструментов. Его тональность чаще всего имеет пентатонический звукоряд, но исполнители могут использовать и другие тона по своему усмотрению.
В обычном понимании у песни должны быть начало, середина и конец. Йойк же прерывается так же внезапно, как и начинается. В этом отношении у него нет ни начала, ни конца.

## Известные деятели

### Исполнители
- Мари Бойне (Норвегия)
- Фред Бульо[англ.] (участник KEiiNO, Норвегия)
- Нилс-Аслак Валкенпяя (Финляндия)
- Вимме (Финляндия)
- Улла Пирттиярви[фин.] (Финляндия)
- Анде Сомби[норв.] (Норвегия)
- София Яннок (Швеция)
- Йон Хенрик Фьяллгрен[швед.] (Швеция)
- Йонне Ярвеля  (Финляндия)
- Hedningarna (фольклорный ансамбль, Швеция)
- Елле (фольклорный ансамбль, Россия)
- Павла Конькова (СССР, Россия)

### Исследователи
- Карл Тирен
- Армас Лаунис
- Исак Саба